# タンパク質ドメイン進化的分類データベース
タンパク質ドメイン進化的分類（タンパクしつドメインしんかてきぶんるい、英: Evolutionary Classification of Protein Domains、ECOD）は、蛋白質構造データバンク（PDB）から入手可能なタンパク質ドメインを分類した生物学的データベースである。ECODは、タンパク質間の進化的関係を決定しようとするものである。
ECODは、Pfam、CATH、SCOPと同様に、タンパク質全体ではなくドメインを収集する。ただし、ECODは進化的関係に重点を置いている。ECODでは、単純に収斂進化を示す可能性のあるフォールドによってタンパク質を分類するのではなく、実証可能な相同性のみによってタンパク質を分類している。 